# Eupithecia carolinensis
Eupithecia carolinensis là một loài bướm đêm trong họ Geometridae.